# Jaan Einasto
 (novembre 2018).
Si vous disposez d'ouvrages ou d'articles de référence ou si vous connaissez des sites web de qualité traitant du thème abordé ici, merci de compléter l'article en donnant les références utiles à sa vérifiabilité et en les liant à la section « Notes et références ».
Jaan Einasto, né le 23 février 1929 à Tartu, est un éminent astrophysicien estonien et l'un des découvreurs des structures cellulaires de l'Univers.

## Biographie
Jaan Einasto a étudié à l'université de Tartu, où il reçut son équivalence d'un doctorat en 1955 et un doctorat de chercheur senior en 1972. À partir de 1952, il a travaillé comme scientifique à l'observatoire de Tartu. De  1977 à 1998, il prit la tête du département de cosmologie. De 1992 à 1995, il fut professeur de cosmologie à l'université de Tartu. Il a pendant longtemps dirigé la division astronomie et physique de l'Académie estonienne des sciences à Tallin. Einasto est membre de l'Academia Europaea, de la Société astronomique européenne et de la Royal Astronomical Society ; il a reçu trois fois le prix national des sciences d'Estonie.
- 1947 : École secondaire no 1 de Tartu
- 1952 : Université de Tartu
- 1955 : Cand.Sc. en physique et mathématiques
- 1972 : Doctorat en physique et mathématiques
- 1992 : Professeur
- 1991 : Membre de l'Academia Europaea
- 1994 : Membre de la Royal British Society of Astronomy

Einasto s'est attiré l'attention de la communauté scientifique internationale aussi bien que celle du public par ses travaux sur la formation structurale et l'évolution de l'Univers. Il a notamment proposé le modèle qui porte son nom de distribution de densité radiale des amas de galaxies en 1963.
Il a trois enfants, dont une fille, Maret, elle aussi astrophyscienne et cosmologiste, travaillant à l'Observatoire de Tartu.

## Hommages
L'astéroïde (11577) Einasto, découvert en 1994 est baptisé ainsi en son honneur.

## Prix et distinctions
- Ordre du Blason national d'Estonie de 2e classe, 1998